# One Minute Silence
One Minute Silence — ірландський ню-метал гурт. Нині музиканти працюють в Лондоні. Тексти гурту мають політичний підтекст, переважно антикапіталістичний та анархістський. 

## Учасники
- Браян Баррі Темплмор (Brian 'Yap' Barry from Templemore) — спів.
- Массімо Фіокко (Massimo Fiocco) — гітара.
- Едді Стреттон (Eddie Stratton) — ударні.
- Ґлен Даяні (Glen Diani) — бас-гітара.

## Дискографія
- Available in All Colours (1998)
- Buy Now... (2000)
- One Lie Fits All (2003)
- Fragmented Armageddon (2013), міні-альбом
- One Minute Silence: Live in the Studio (2014), живий альбом
- The Vault (2024)